# Liste der Kulturdenkmale in Horst (Holstein)
In der Liste der Kulturdenkmale in Horst (Holstein) sind alle Kulturdenkmale der schleswig-holsteinischen Gemeinde Horst (Holstein) (Kreis Steinburg) und ihrer Ortsteile aufgelistet (Stand: 10. März 2025).

## Legende
In den Spalten befinden sich folgende Informationen:
- Objekt-ID: die Nummer des Kulturdenkmales
- Lage: die Adresse des Kulturdenkmales und die geographischen Koordinaten. Kartenansicht, um Koordinaten zu setzen. In der Kartenansicht sind Kulturdenkmale ohne Koordinaten mit einem roten Marker dargestellt und können in der Karte gesetzt werden. Kulturdenkmale ohne Bild sind mit einem blauen Marker gekennzeichnet, Kulturdenkmale mit Bild mit einem grünen Marker.
- Offizielle Bezeichnung: Bezeichnung des Kulturdenkmales
- Beschreibung: die Beschreibung des Kulturdenkmales
- Bild: ein Bild des Kulturdenkmales

## Sachgesamtheiten
| Objekt-ID      | Lage                                                   | Offizielle Bezeichnung                | Beschreibung | Bild                             |
| -------------- | ------------------------------------------------------ | ------------------------------------- | --- | -------------------------------- |
| 41032 Wikidata | Am Markt, Bahnhofstraße 1 (53° 48′ 42″ N, 9° 37′ 6″ O) | Sachgesamtheit: Kirche St. Jürgen     | Aktualisierung vorgesehen - Begründung: geschichtlich, künstlerisch, städtebaulich, Kulturlandschaft prägend - Schutzumfang: Kirche St. Jürgen mit Ausstattung, Glockenhaus, Kirchhof, Grabmale bis 1870, Baumkranz (Am Markt); ehem. Pastorat (Bahnhofstraße 1)                                                          | weitere Fotos \| Fotos hochladen |
| 32293 Wikidata | Nutzwedel 1 (53° 49′ 15″ N, 9° 38′ 4″ O)               | Sachgesamtheit: Hofanlage Nutzwedel 1 | Hofanlage Nutzwedel 1; 19. Jh.; Hofanlage aus Haupthaus mit Zwischenbau und angeschlossenem Wirtschaftsgebäude sowie freistehendem Backhaus, Hofpflasterung - Begründung: geschichtlich, wissenschaftlich, künstlerisch, Kulturlandschaft prägend - Schutzumfang: Haupthaus mit Pflasterung, Backhaus, Wirtschaftsgebäude | BW                               |

## Teile von baulichen Anlagen
| Objekt-ID     | Lage                                  | Offizielle Bezeichnung             | Beschreibung | Bild |
| ------------- | ------------------------------------- | ---------------------------------- | --- | ---- |
| 7475 Wikidata | Eichenhof (53° 49′ 3″ N, 9° 37′ 6″ O) | Hof Gravert: Tapete und Supraporte | Alteintragung (Aktualisierung vorgesehen) - Begründung: geschichtlich, künstlerisch - Schutzumfang: gesamtes Objekt - Denkmaltyp: Teil einer baulichen Anlage | BW   |

## Gründenkmale
| Objekt-ID      | Lage                                         | Offizielle Bezeichnung | Beschreibung | Bild |
| -------------- | -------------------------------------------- | ---------------------- | --- | ---- |
| 19748 Wikidata | Am Markt (53° 48′ 41″ N, 9° 37′ 5″ O)        | Kirchhof               | Alteintragung (Aktualisierung vorgesehen) - Begründung: geschichtlich, Kulturlandschaft prägend - Schutzumfang: Kirchhof, Grabmale bis 1870, Baumkranz - Denkmaltyp: Gründenkmal, Sachgesamtheit: Kirche St. Jürgen                             | BW   |
| 27444 Wikidata | Friedhofstraße (53° 48′ 36″ N, 9° 36′ 57″ O) | Friedhof               | Alteintragung (Aktualisierung vorgesehen) - Begründung: geschichtlich, künstlerisch - Schutzumfang: Friedhof, Grabmal Heydorn, Grabmale Scharmer, Grabmal Lilie, Lindenkranz, Rondell mit Friedenseiche, Eingangstore - Denkmaltyp: Gründenkmal | BW   |

## Quelle
- Liste der Kulturdenkmale in Schleswig-Holstein – Kreis Steinburg

- Karte mit allen Koordinaten:
- OSM |
- WikiMap